# Psychopompe
Pour le roman d'Amélie Nothomb, voir Psychopompe (roman).
En mythologie, un dieu psychopompe (en grec ancien : ψυχοπομπός / psukhopompós, signifiant littéralement « guide des âmes ») est un conducteur des âmes des morts (comme un guide ou un passeur).
Beaucoup de croyances et de religions possèdent des esprits, des déités, des démons, des saints ou des anges qui ont la tâche d'escorter les âmes récemment décédées vers l'autre monde, comme le Paradis ou l'Enfer. Ils sont souvent associés à des animaux tels que les chevaux, les phoques, les corbeaux, les chiens, les chouettes, les moineaux, ou encore les dauphins. Chez certains peuples sibériens, un cheval sacrifié par le chaman sert également de psychopompe.

## Dans les différentes mythologies et cultures

### Afrique

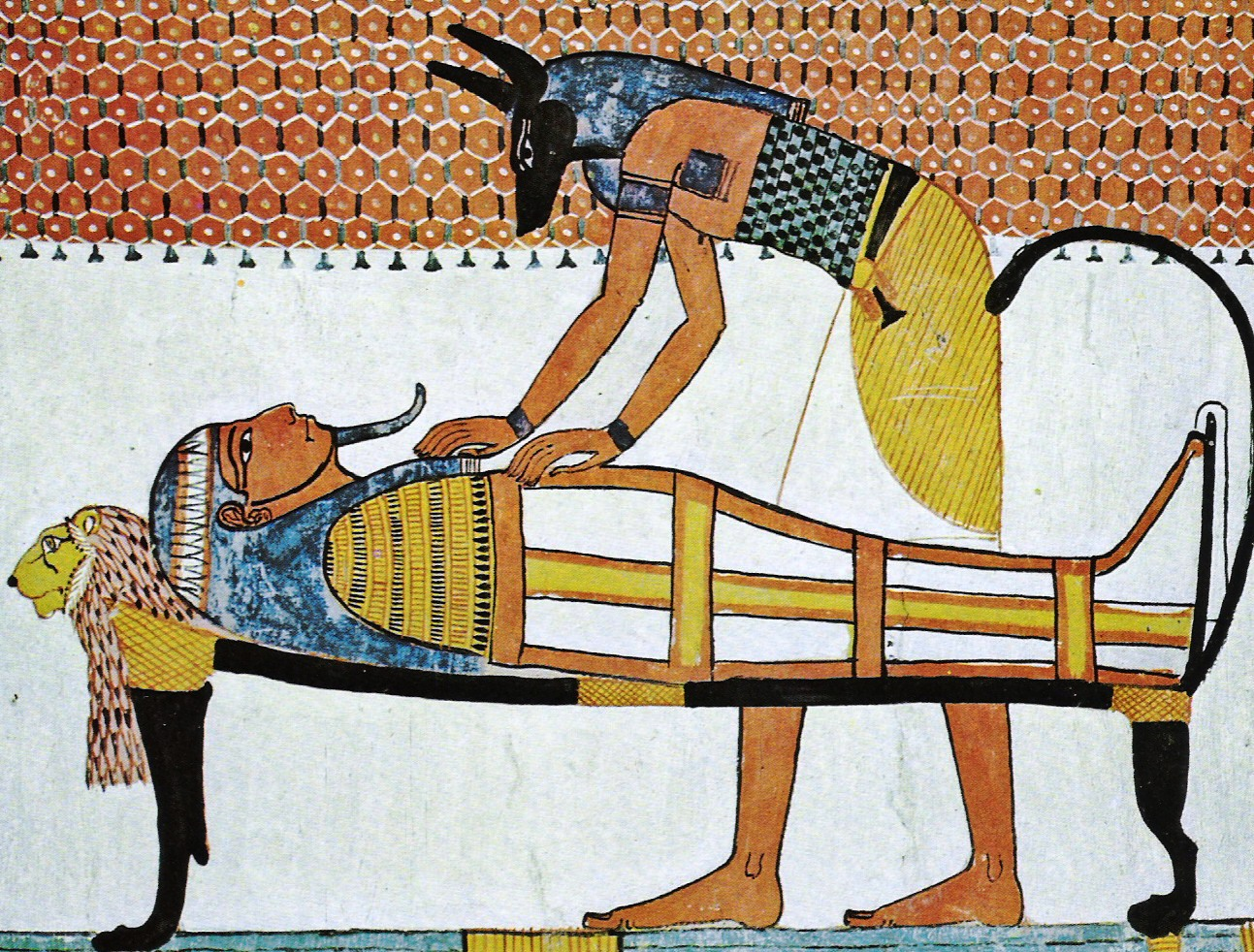
Anubis penché sur une momie.

Dans la mythologie égyptienne, le dieu Anubis est considéré comme un psychopompe. Il escorte les âmes des défunts dans l'autre monde afin qu'il ne leur arrive rien de fâcheux avant d'arriver au tribunal où elles seront jugées avant d'atteindre le paradis.
Dans le vaudou, les Guédé sont des esprits de la mort. Ils sont vus comme des psychopompes, car ils ont pour rôle de mener les morts vers l'autre vie.

### Amérique
Dans la mythologie maya, Ixtab était la déesse du suicide. Elle devait guider les âmes des suicidés jusqu'au paradis.
Dans la mythologie inuite, Pinga, déesse de la chasse, de la fertilité et de la médecine, guide aussi les âmes vers l'Adlivun (la vie après la mort).

### Asie
Dans la mythologie japonaise, les Shinigami sont des dieux psychopompes, des personnifications de la mort (comme la Faucheuse des traditions européennes).
Dans le monothéisme, l'archange Michel est psychopompe et juge pour la psychostasie. Saint Christophe, parfois représenté avec un visage canin, accompagne également l’âme des morts dans leur voyage.

### Europe
Dans la mythologie celte, l'Ankou est le serviteur de la mort, dont le rôle est de collecter les âmes des défunts récents dans sa charrette grinçante. On attribue aussi la fonction de psychopompe à Épona. Manannan Mac Lir et son équivalent gallois Manawyddan Fab Llyr jouent également ce rôle. Gwynn ap Nudd, un des messagers de l'Annwvyn (l’autre monde des celtes), y guide les défunts accompagné d'une meute de chiens fantastiques. Ogmios, dieu de la parole et de l'éloquence, accompagne aussi les morts dans l'autre monde.
Dans la mythologie étrusque, le dieu Turms est un génie psychopompe.

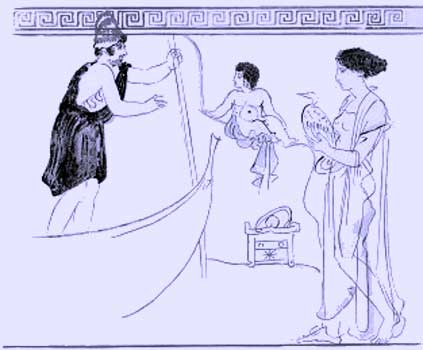
Reproduction d'un lécythe funéraire représentant Charon recevant un enfant dans sa barque.

Dans la mythologie grecque, le dieu Charon a pour rôle de faire passer sur sa barque, moyennant un péage, les âmes des défunts vers le séjour des morts. Le dieu messager Hermès et son équivalent romain Mercure sont aussi chargés de les conduire vers Hadès, maître des enfers. Le dieu Thanathos est lui aussi lié à l'âme des morts ; nous pouvons d'ailleurs le voir effectuer le travail généralement associé aux psychopompes dans certains mythes, notamment celui de Sisyphe.

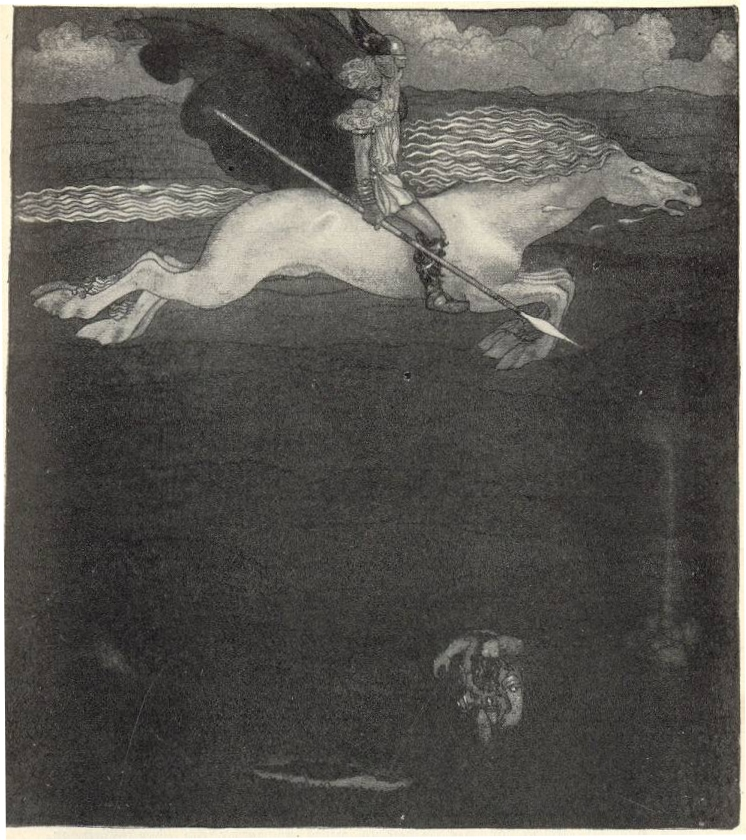
Représentation d'Odin sur Sleipnir.

Dans la mythologie scandinave, un Helhest, cheval mythique à trois pattes, est un cheval fantôme monté par la Mort. Entendre ses pas s'avère mortel. Il pouvait aussi s'agir d'un cheval enterré vivant dans un cimetière afin de guider les morts. Le dieu Odin est aussi, entre autres, psychopompe. Sleipnir, son cheval fabuleux à huit jambes, semble aussi avoir tenu ce rôle. Les Valkyries, guerrières divines psychopompes au service d'Odin, choisissaient les guerriers qui allaient mourir sur le champ de bataille, pour ensuite les mener jusqu'au Valhalla.
Dans la mythologie slave, Vélès accueille les morts près du portail que traversent les âmes pures. Baba Yaga est un personnage qui possède plusieurs facettes, dont celui de psychopompe.

## Dans la culture populaire

### Littérature
Dans le roman La Part des ténèbres (1989) de Stephen King, les oiseaux psychopompes font partie de l'intrigue, aidant le héros Thad Beaumont à se défaire de son antagoniste Georges Stark.
Dans le roman Les Psychopompes de Klash (1990) de Red Deff (alias de Roland C. Wagner), une civilisation antique tente de revenir à la vie : leurs esprits sont enregistrés dans des ordinateurs « psychopompes » capables de télécharger une personnalité dans un corps d'emprunt.
Psychopompe est un roman d'Amélie Nothomb, paru en 2023, où elle dépeint notamment sa relation avec son père, décédé en 2020.

### Bande dessinée
Dans le manga Death Note sont présentes, via les personnages de Ryuk et Rem, des représentations modernes et originales des Shinigamis, psychopompes japonais.
L'album Le Psychopompe de Gabriel Delmas reprend le thème d'Hermès psychopompe.

### Séries TV
Dans la série Les Nouvelles Aventures de Sabrina, des psychopompes ayant la forme de moineaux apparaissent dans plusieurs épisodes.
Dans la série Dead like me, le groupe de faucheurs sont en fait des psychopompes chargés d'aider les fantômes à passer à l'étape suivante au moment de leur mort.

### Jeu de rôle
Dans le jeu de rôle Pathfinder, les psychopompes sont les habitants du Purgatoire, ayant tous un rôle à jouer dans le voyage que font les âmes des mortels après leur mort. Bien qu’ils aient tous une apparence différente en fonction de leur mission, ils portent tous un masque caractéristique.

### Feuilletons radiophoniques
Dans le feuilleton radiophonique La Légende de L'Ankou, réalisée par Naïde Lancieaux, on suit les péripéties du psychopompe L'Ankou.